# Fraude électorale
 (décembre 2022).
Si vous disposez d'ouvrages ou d'articles de référence ou si vous connaissez des sites web de qualité traitant du thème abordé ici, merci de compléter l'article en donnant les références utiles à sa vérifiabilité et en les liant à la section « Notes et références ».
 (septembre 2023).
La fraude électorale est une violation des règles d'un système d'élections, de façon à garantir ou favoriser (augmenter la probabilité) un résultat voulu. Toutes les sociétés utilisant le système des votes sont confrontées au problème, et se sont également dotées de règles pour s'en prémunir. Un des marqueurs d'un bon fonctionnement démocratique est une limitation de la fraude à un niveau satisfaisant également les perdants.
La fraude électorale peut trouver un point d'application à chaque élément du scrutin :
- la campagne électorale (dont la propagande, qu'il faut distinguer de l'information) incluant l'affichage et les professions de foi des candidats ;
- l'organisation des bureaux de vote et du scrutin (dont les bulletins de vote) ;
- les listes électorales et l'éligibilité ;
- le décompte des voix ou dépouillement (v° Bourrage d'urnes ci-dessous) ;
- la publication des résultats.

Pour chacun de ces éléments, on précisera les techniques de fraude et les parades.
Avec l'émergence du Web2.0, des réseaux sociaux puis de l'intelligence artificielle, de nouveaux moyens de cibler et influencer les votes en trompant les électeurs via une désinformation (large ou ciblée) sont apparus, notamment révélés par le Scandale Facebook-Cambridge Analytica/AggregateIQ qui a conduit à la victoire de Donald Trump et au Brexit au milieu des années 2010. selon Anthony Banbury (président de la Fondation internationale pour les systèmes électoraux, la désinformation est devenue la plus grande menace pour l’intégrité électorale.

## Fraude portant sur la composition du corps électoral
Elle vise à l'exclusion (infondée) des listes électorales d'électeurs a priori défavorables, ou à l'inscription (infondée) de personnes (donc de futurs électeurs) ayant a priori un profil ou des opinions favorables à tel ou tel camp. Ces deux techniques sont souvent mises en œuvre de façon conjointe et utilisent des moyens similaires. Par ailleurs, leurs modes opératoires nécessitent la recherche d'aides et de complicités au sein des services administratifs :
1. Le déplacement d'électeurs (dans le cadre d'un vote par circonscription) à l'exclusion du découpage électoral, voire parfois du charcutage électoral (car ces deux dernières manipulations sont censées, de par leur nature, avoir lieu avant le scrutin proprement dit, ne visent pas directement l'opération de votes et donc ne constituent pas une fraude électorale stricto sensu). Concernant le déplacement d'électeurs, une personne enregistrée (en doublon) dans deux circonscriptions électorales distinctes se déplace physiquement (ou procède par procuration si ce choix existe) pour aller voter dans la circonscription où elle a une résidence secondaire, plutôt que d'accomplir son devoir d'électeur dans la circonscription électorale de son lieu habituel d'habitation, c'est-à-dire de sa résidence principale ;
2. Les votes multiples, c'est-à-dire ceux effectués dans plusieurs lieux (bureaux, circonscriptions) à la suite d'inscriptions frauduleuses sur différentes listes ;
3. Le secret sur la composition du corps électoral (cas de la Coupole, organe exécutif de la mafia calabraise). Ce type de disposition empêche de connaître in fine le pourcentage exact des suffrages exprimés par rapport au nombre exact des électeurs potentiels ;
4. La fixation de délais courts pour l'inscription sur les listes électorales, avec un lieu d'inscription centralisé ou distant, ou une procédure compliquée. À l'évidence, ce type de disposition ramène de facto, mécaniquement, le nombre des nouveaux futurs électeurs potentiels (à inscrire) au nombre des personnes informées ; en somme, des profils susceptibles d'être sciemment (et bien souvent à leur insu) triés, repérés, sélectionnés ;
5. La modification des règles de citoyenneté : dans ce contexte précis et limitatif relatif aux fraudes électorales, elle consiste en la mise à l'écart d'une ou des parties de l'électorat général théorique, à cause de ses appartenances politiques, religieuses, communautaires, sociales, ou tout simplement de ses opinions, affinités, revendications, sympathies politiques ;
6. Le vote des absents : il s'agit de faire voter des électeurs qui (par choix, par contrainte ou autres diverses raisons) sont réputés ne pas vouloir ou ne pas pouvoir accomplir leur devoir de vote, et qui n'iront probablement pas vérifier et constater la confusion, l'erreur ou la fraude occasionnée. Cette population comporte évidemment des « personnes âgées », des personnes handicapées, malades, dépendantes, voire, rarement, des personnes décédées. Pour cela, les fraudeurs procèdent par l'utilisation (entre autres) de fausses procurations. Par ailleurs et contrairement au bourrage d'urne (que l'on peut, en passant, considérer comme une variante aux effets nettement plus larges en termes de nombre de bulletins), cette fraude, de par sa nature, semble présenter moins de risque de créer une hausse extraordinaire des suffrages exprimés, étant donné que le vote est quand même bien associé à un électeur effectif (c'est-à-dire une personne dont le nom figure encore sur la liste électorale officielle en cours) et donc qui fait, en l'état, toujours partie du corps électoral.

## Fraude portant sur l'organisation du bureau de vote

### Bourrage d'urnes
Le bourrage de l’urne consiste à introduire des bulletins de vote supplémentaires dans l’urne. Ces bulletins de vote supplémentaires sont favorables à une liste ou à une candidature.

### Les échanges des enveloppes de centaines
Les échanges d’enveloppes de centaines consistent à modifier intégralement le contenu d’une enveloppe contenant une centaine. Cette méthode de truquage du vote nécessite une bonne organisation et la complicité de membres du bureau de vote.

### Dégradation des bulletins
Lors du dépouillement, le fraudeur, à l'aide d'une mine de crayon cachée sous son ongle, rature les bulletins qui lui sont défavorables afin qu'ils soient comptés comme nuls.

### Autres
Il existe d'autres types de fraudes électorales, comme :
- La fourniture de bulletins de mauvaise qualité qu'on pourra comptabiliser comme nuls selon les règles en vigueur[2] ;
- Dans des pays technologiquement avancés, la maintenance défectueuse des machines de vote électronique[3]. Cette fraude est difficilement prouvable : la fatalité et la malchance sont souvent invoquées, d'autant que le problème touche indifféremment toutes les candidatures.

#### Solutions
Face à ces fraudes, il existe plusieurs solutions, dont :
- L'utilisation d'urnes transparentes et la comptabilisation du nombre de votants pour s'assurer que le nombre de bulletins correspond[4] ;
- La limitation des manipulations qui cachent l'urne et son contenu, notamment durant le transport, implique que le dépouillement soit effectué sur les lieux du vote ;
- La vérification que lors du dépouillement, aucun bulletin n'est détruit dans le but d'éliminer les votes dissidents ;
- Concernant la fourniture de bulletins de mauvaise qualité, l'envoi des bulletins et des professions de foi par la poste au corps électoral et la présence des délégués électoraux dans les bureaux de vote[5] pouvant dresser une protestation s'ils constatent la non-identité des bulletins fournis et distribués, voire faire intervenir les forces de l'ordre pour interrompre les opérations de vote ;

- L'inscription dans les règlements électoraux de la vérification préalable du bon fonctionnement des machines à voter ;
- La soumission au juge[Lequel ?] des cas de concentration de problèmes dans les circonscriptions traditionnellement favorables à un camp[6] ;
- Dans le cas des machines à voter, la vérification du programme réellement exécuté par un de ces ordinateurs le jour de l'élection n'est à la portée que d'experts hautement qualifiés et équipés[7]. Pour assurer un niveau de contrôle démocratique comparable à celui que permet l'usage des urnes transparentes, les ordinateurs de vote doivent produire une trace papier, sous forme de bulletins vérifiés par l'électeur lors de son vote[8]. Ces bulletins papier peuvent être comptés lors d'opérations de contrôle aléatoires, en cas de panne de la machine ou de suspicion.

### Le vote public

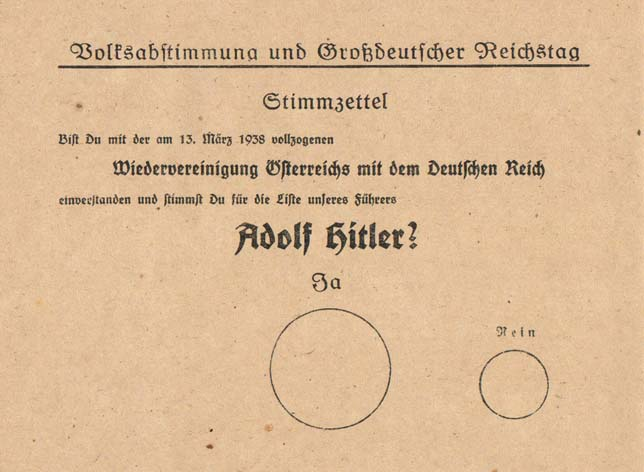
Exemple de manipulation électorale durant le plébiscite ayant suivi l'Anschluss : de tels bulletins de vote orientés furent employés le 10 avril 1938. Il est écrit : « Es-tu d'accord avec la réunification de l'Autriche avec le Reich allemand qui fut décrétée le 13 mars 1938, et votes-tu pour le parti de notre chef Adolf Hitler ? ». Le grand cercle est marqué Oui, le plus petit Non.

Dans un contexte social très contraignant (dictatorial ou non), le vote public donne des résultats conformes à ce que l'opinion croit devoir être le « bon » vote du point de vue des pouvoirs établis. Dans un tel contexte, le vote à main levée ou toute autre technique similaire assure des majorités confortables.
Même dans des contextes plus démocratiques, sans pression directe sur les électeurs, certains membres de la communauté peuvent estimer qu'il est plus raisonnable d'accorder sa voix au parti le plus susceptible de l'emporter, si on ne veut pas risquer une punition collective (la perte d'avantages tels que des privilèges fiscaux ou des subventions). En soi, ce phénomène est inévitable et normal (non frauduleux). Mais il peut être exploité par des menaces parfois à peine voilées, qui peuvent être considérées comme de la fraude.

## Fraude portant sur la proclamation des résultats

### La proclamation irrégulière
Un vote est très souvent réalisé dans de nombreux endroits. Il suffit donc, pourvu que l'information circule mal, de se « tromper » volontairement sur les totaux sans toucher aux résultats intermédiaires pour obtenir des améliorations éventuellement suffisantes.
Il convient donc de se méfier de tout délai entre la fin du scrutin et la proclamation des résultats tout comme de la centralisation excessive des résultats nécessitant le transport sur de longue distance des bulletins dépouillés et des documents de scrutinage. Le transport est un moment favorable à la disparition d'une partie des bulletins (cette disparition tient compte des résultats précédents pour une région donnée).

## Fraude portant sur la campagne électorale

### La propagande inégale
Lorsqu'une des parties en présence influence voire contrôle les médias ou certains réseaux sociaux, il lui est facile de s'assurer la maîtrise du discours et de limiter voire empêcher la propagande électorale des partis opposés. C'est le moyen moderne par excellence, car il respecte formellement les règles du vote et, faute d'indicateurs pertinents et reconnus (qui ne sont pas toujours en place), il est difficile à prouver (ce n'est qu'une question d'opinion).
Elle peut revêtir diverses formes :
- une partie ou ses sympathisants possède l'essentiel des médias de diffusion de masse (influence générale de grands patrons propriétaires de presse avant l'ère audiovisuelle ; monopole des télévisions et radios par l'État, comme au début de la Ve république française ; concentration des radios et télévisions entre les mains d'un groupe financier et de ses ramifications ou dans celles de sympathisants politiques) ;
- le budget des campagnes électorales, s'il n'est pas contrôlé ou limité, donne un accès inégal aux moyens de propagande sans pouvoir invoquer la fraude ;
- Des sympathisants disposent des futurs locaux où se tiendront les bureaux de vote pour tenir un meeting un jour avant l'élection en elle-même, et placardent partout de la propagande « Je vote X » pour leurs poulains, même sur les affichages externes du bâtiment censé resté égalitaire, suppression des affiches des autres participants à l'élection ou forte dégradation. Ce système est très efficace dans les zones ou le taux d'alphabétisation est très faible, notamment dans certains anciens TOM ;
- une présence intensive, éventuellement cachée, sur les réseaux sociaux (via des bots, des algorithmes de profilage de personnes et de ciblage individuel ainsi que la diffusion de fausses informations, images fausses ou détournées, et de messages manipulateurs par exemple) peut donner un poids artificiellement important à un lobby industriel, politique ou religieux. L'influence numérique permet d'une part de créer l'illusion que les idées (politiques, sociales, religieuses...) d'un groupe sont populaires et ainsi influencer les autres individus. Cette méthode fut largement utilisée par le mouvement d'extrême droite allemand Reconquista Germanica lors des élections fédérales allemandes de 2017. Plus récemment les scandales liés au vol de millions de données personnelles sur Facebook par Cambridge Analytica ou AggregateIQ pour ensuite construire et envoyer des messages de propagande ciblée en fonction du profil psychologique de l'internaute ont montré que ces techniques et des logiciels et plates-formes spécialisées ont été par exemple massivement utilisées pour manipuler l'opinion publique et frauduleusement favoriser le vote pour le Brexit et pour Donald Trump.

### La désinformation
Avec l'émergence du Web2.0, des réseaux sociaux puis de l'intelligence artificielle, de nouveaux et puissants moyens de cibler et d'influencer les votes sont apparus. Ils permettent à des groupes politiques de tromper les électeurs, via une désinformation (large ou ciblée, éventuellement basées sur des données personnelles acquises illégalement, et utilisées avec l'aide d'une intelligence artificielle, telle que RIPON, par exemple développé par le groupe SCL pour la droite américaine et les partisans du Brexit, avec, notamment et principalement, des financements venus de la famille du milliardaire conservateur Robert Mercer,). L'utilisation de ces moyens à grande échelle, inaugurée semble-t-il par Steve Bannon, a été notamment révélée par le scandale scandale Facebook-Cambridge Analytica/AggregateIQ qui a conduit à la victoire de Donald Trump à la présidentielle américaine, puis et au vote du Brexit, « grâce » à une nouvelle forme de trucage des élections (dans ce cas, Cambridge Analytica avait acheté les données personnelles aspirées et volées dans 87 millions de comptes d'utilisateurs de Facebook, afin de cibler les électeurs en fonction de leur profil psychologique, en leur envoyant peu avant les élections ou le référendum du Brexit, des messages favorables au dit Brexit et à l'élection de Donald Trump aux États-Unis en 2016. Selon d'anciens employés, de nombreux gouvernements de pays en développement ont aussi influencé les masses électorales avec l'aide de cette société. La stratégie la plus courante de groupe SCL/Cambridge Analytica était de signer un contrat gouvernemental avec le parti au pouvoir (souvent un projet présenté comme en faveur de la santé, mais qui était en réalité une couverture pour faire circuler des messages favorisant la réélection d'un ministre ou président).
Selon Anthony Banbury (président de la « Fondation internationale pour les systèmes électoraux », qui a récemment (mars 2024), produit une première version d'un guide pour l'intégrité des élections, à l'attention des grandes plateformes et grands réseaux sociaux du Web), interrogé en mars 2024 par le média Politico : « la désinformation est devenue la plus grande menace pour l’intégrité électorale ».

## Fraude portant sur les candidatures

### La diffamation des candidats ou partis adverses
Si partout les campagnes électorales regorgent de coups bas et notamment de diffamations et fausses nouvelles, les pays où l'information circule mal (par exemple à cause d'une faible alphabétisation ou d'un développement insuffisant des médias) sont particulièrement sensibles à la propagation de rumeurs et de toutes sortes de fausses nouvelles visant à discréditer les opposants ou leurs options politiques. Ces manipulations de l'information peuvent être considérées comme relevant de la propagande inégale. L'imagination est sans limites, les rumeurs ou procès d'intention peuvent concerner le sexe (untel est infidèle, untel est impuissant), l'argent (« ils » sont financés par l'étranger), les politiques (« ils » vont transformer le pays en dictature, « ils » vont piller le pays ou le livrer à l'ennemi étranger - avec la variante moderne : le livrer au grand capital international…), etc.

### Le rejet des candidatures adverses
En interdisant de se présenter aux candidats adverses, par exemple, en refusant un agrément de candidature (Iran), en limitant leur rayon d'action ou en les emprisonnant (Russie) sous des motifs divers quoique fantaisistes (corruption, homosexualité, etc. selon la sensibilité du pays).

### Pour y remédier
Dans le cas de propagande inégale, la loi écrite et la publicité de celle-ci, en ce qui concerne les règles électorales, protègent les droits de l'opposition et de la dissidence. Ces lois doivent rendre publics les lieux d'affichage réservés à la propagande électorale, les conditions d'accès à ces lieux, l'interdiction d'afficher dans les lieux inadéquats, les sanctions en cas d'arrachage ou de recouvrement des affiches dans les lieux adéquats.
Les lois sur les délits de presse et la diffamation contribuent à la moralisation de la politique. Bien entendu, l'éducation civique est le meilleur moyen de contrôle de la vie publique par le citoyen, tandis qu'une justice efficace et reconnue comme telle limite la portée des accusations infondées.

## Fraude électronique
Pour des exemples de fraude, voir les articles sur les machines de vote électronique: ES3B et Diebold.

## Fraude via les procurations
Une autre méthode consiste à connaître des électeurs qui seront absents le jour de l'élection et qui n'ont pas fait de procuration pour voter. Il suffit alors de faire de fausses procurations pour ces gens-là, mais il faut être sûr que ces électeurs ne reviendront pas voter.

## Quelques cas emblématiques

### Espagne

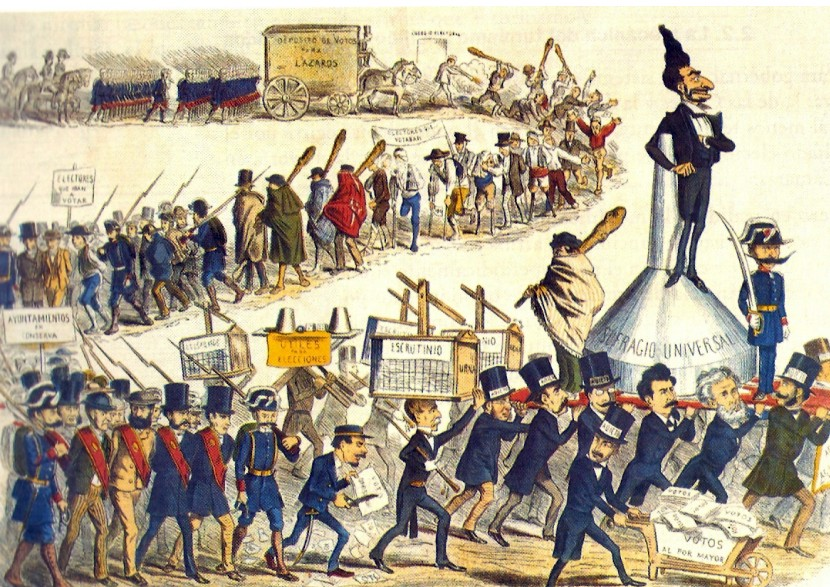
Caricature satirique de la revue républicaine espagnole La Flaca (1869-1876) dénonçant le caciquisme et la fraude électorale. On y voit le libéral Sagasta, juché sur l'entonnoir du « suffrage universel », à la tête d’une cohorte de caciques et de membres des forces de l’ordre portant des urnes et poussant des brouettes de votes, suivis de « conseils municipaux en conserve », de sicaires, paysans et ouvriers prisonniers, dont les derniers font « voter les lázaros » (les morts).

En Espagne, la période de la Restauration (1875-1923) est connue pour le recours massif, systématique et institutionnalisé à la fraude électorale à toutes les élections, qui dénaturait fondamentalement le système parlementaire légal « officiel » : « La corruption et la fraude électorale ne furent pas des anecdotes sporadiques ou des excroissances isolées du système, mais [résidaient] dans son essence, dans son être même ».
En effet, ce ne sont pas les citoyens ayant le droit de vote — à partir de 1890, les hommes de plus de 25 ans — qui décidaient, mais le roi, « conseillé » par l'élite dirigeante, qui déterminait l'alternance entre les deux grands partis, conservateur et libéral, car une fois obtenu le décret de dissolution des Cortès — une faculté exclusive de la Couronne — le président du gouvernement nouvellement nommé convoquait des élections pour « fabriquer » une majorité confortable au parlement par le recours systématique à la fraude électorale, grâce au réseau de caciques déployé sur tout le territoire. Ainsi, les gouvernements étaient formés avant les élections et non à la suite de celles-ci. Cela fut d'ailleurs constaté clairement par des observateurs étrangers contemporains.

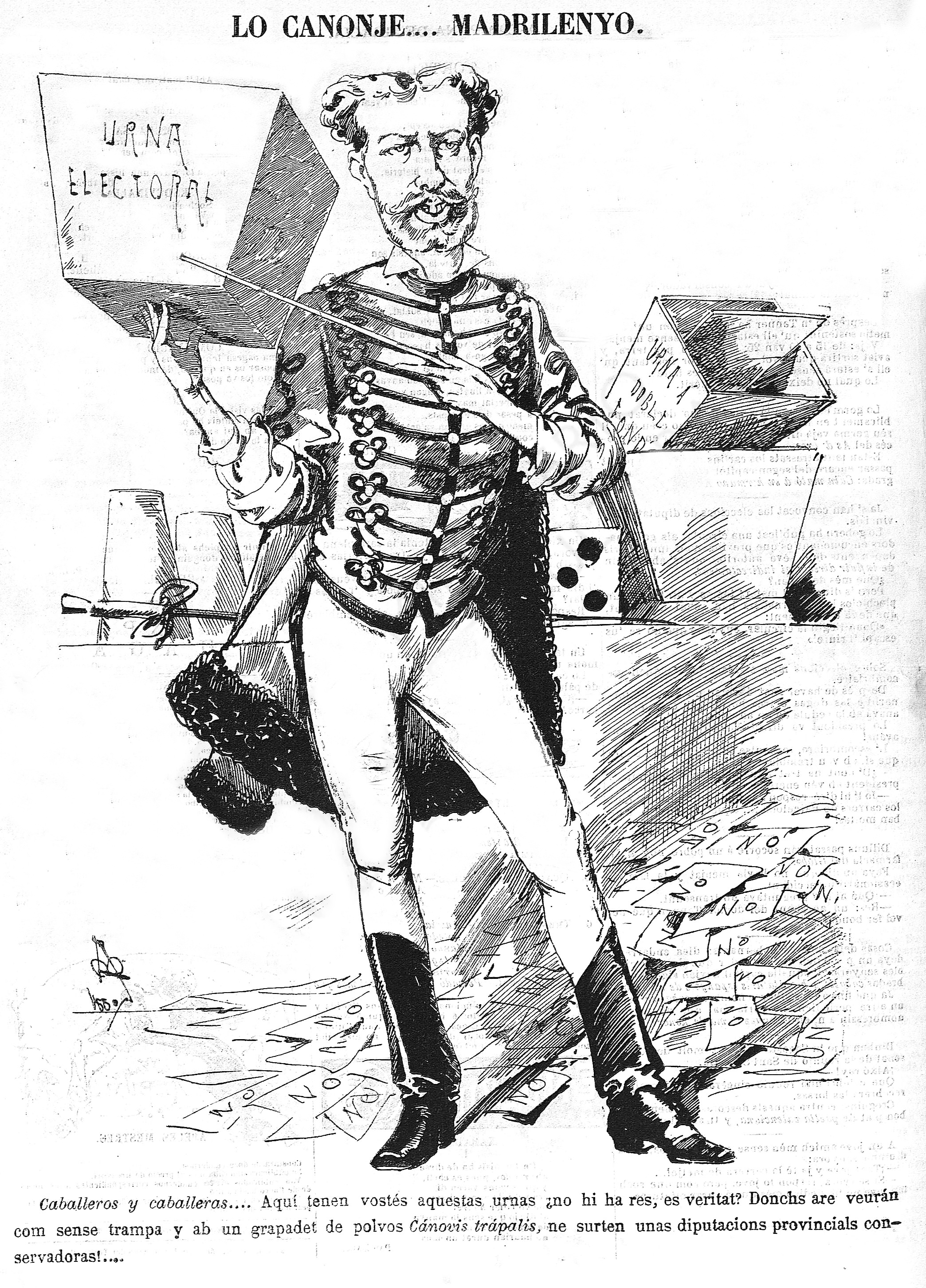
Caricature de La Campana de Gracia (1880) intitulée Lo canonje… madrilenyo (« Le chanoine… madrilène ») dénonçant le pucherazo. Le prestidigitateur est le ministre de l'Intérieur Francisco Romero Robledo. La légende de l'image dit (en catalan) : « Messieurs et mesdames… Voici des urnes, il n'y a rien, n’est-ce pas ? Eh bien, maintenant vous allez voir comment sans tricher et avec une poignée de poudres Cánovis trápalis, en sortent des députations provinciales conservatrices ».

Ce système d’alternance, appelé «turno pacífico» — le « tour [ou roulement] pacifique » —, fut conçu par le conservateur Antonio Cánovas del Castillo, dans l’objectif de mettre fin aux incessantes interventions militaires — les pronunciamientos, utilisés pour provoquer l’alternance politique, celle-ci étant empêchée dans la pratique, le parti au gouvernement confisquant le pouvoir en excluant ses opposants — qui avaient régi la vie politique espagnole depuis le début du XIXe siècle. Il fonctionna sans exception jusqu’au coup d’État de Primo de Rivera mené en septembre 1923 — le parti au gouvernement remporta systématiquement les 20 élections générales célébrées au cours de la période,, — qui suspendit la Constitution. À l’issue de la dictature qu’il instaura, les élections municipales convoquées en 1931 (premier scrutin célébré depuis le coup d’État) constituèrent un désaveu pour la monarchie, le roi Alphonse XIII prit immédiatement l’exil et la République fut proclamée.

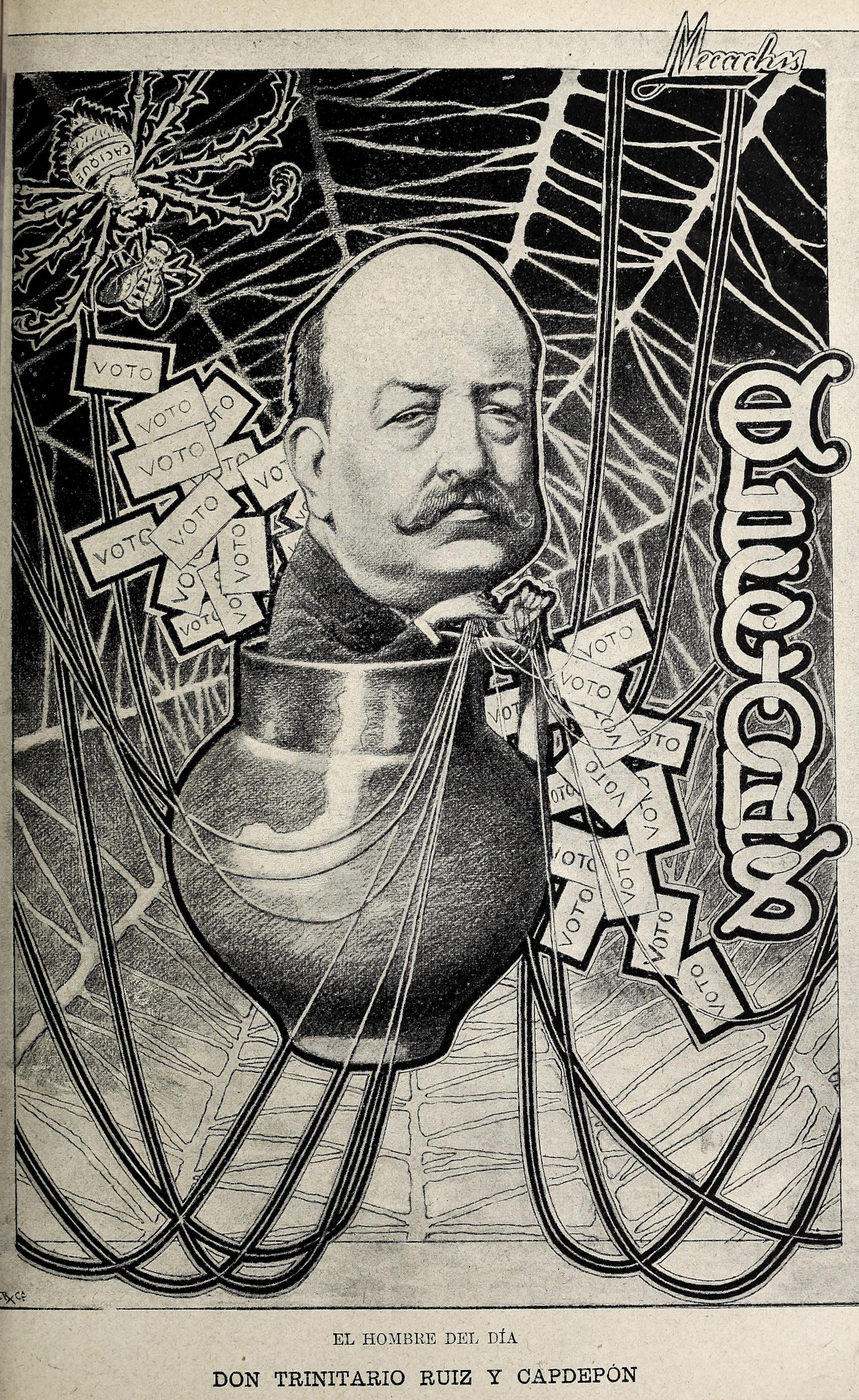
Caricature satirique de la revue Blanco y Negro (1898) intitulée « L'homme du jour. Monsieur Trinitario Ruiz y Capdepón », montrant le député sortant du puchero (la marmite) grâce aux votes débordants fournis par le réseau de caciques (figuré sous la forme d'une toile d'araignée ; le cacique lui-même apparaît en haut à gauche, représenté comme une araignée).

On avait recours à tout un panel de méthodes et de subterfuges pour respecter l’encasillado — la répartition des sièges au Parlement effectuée par le ministère de l’Intérieur en amont des élections — et pratiquer la fraude — appelés génériquement et familièrement « pucherazo » — : « bourrage » voire remplacement pur et simple des urnes, manipulation des listes électorales (excluant les électeurs indociles et incluant des lázaros, morts « ressuscités »,), annulation de scrutin dans certaines localités sous prétexte fallacieux lorsque son issue n’était pas garantie ou, a posteriori, s’il avait été défavorable, diffusion de fausses nouvelles sur le retrait à la dernière minute du candidat rival, modification des horaires de vote, déplacement du bureau de vote,, ou falsification des procès-verbaux des résultats,,. On pouvait même en venir à l'extrême de s'introduire violemment dans un bureau de vote pour casser les urnes — entraînant l'annulation du vote local — , si un résultat défavorable était prévu. En cas de besoin, bien que cela fût relativement rare, les votes pouvaient être simplement achetés ou on recourait à la violence et à l'intimidation,,. Il y eut même des détentions d'électeurs, menées par les forces de l'ordre public, pour les empêcher de participer au vote. Cependant, « la coaction physique était très rare. Celle qui fut la plus courante consista à forcer la volonté des électeurs dépendants de l'administration. Et à un certain degré, ils étaient tous forcés — et pas seulement les fonctionnaires — car chaque ministère avait des incidences sur une sphère de la vie publique et disposait d'un arsenal coercitif pour intervenir dans la vie privée des électeurs ».
Le système électoral de la Restauration fut en substance établi par la loi électorale de 1878, bien que la loi de 1890 introduisît un changement important, le suffrage universel (masculin). La troisième loi électorale de l'époque, celle de 1907, ne modifia pas le système ; il le simplifiait plutôt puisque son article 29 établissait qu'un candidat serait proclamé élu, sans qu'il soit besoin de voter, s'il était le seul à se présenter. Elle instaurait également le vote obligatoire — toutefois il semble que les sanctions prévues ne furent jamais appliquées —. La loi de 1878 détermine — ce qui fut maintenu tout au long de la Restauration — que sur les quelque 400 députés que comptait le Congrès, plus des trois quarts étaient élus dans des circonscriptions uninominales (le candidat qui obtient le plus de suffrages remporte le siège) et environ une centaine dans 26 circonscriptions plurinominales — dans 24 capitales de province et dans deux grandes villes —, dans lesquelles ils étaient élus via un système majoritaire corrigé entre 3 et 8 députés,. Les circonscriptions uninominales rendirent la fraude électorale beaucoup plus facile, comme put le constater le gouvernement provisoire de la Deuxième République espagnole (en) lorsque, dans le décret de convocation des élections à Cortes constituantes de 1931, il opta pour la province comme circonscription électorale car la circonscription uninominale « laisse une large voie ouverte à la coaction caciquil, à l'achat de votes et à toutes les corruptions connue ».
La plupart des quelques députés non issus des deux partis « dynastiques », en particulier les républicains et les socialistes, furent élus dans les circonscriptions plurinominales car la fraude n'y était pas si aisée à mettre en œuvre si les électeurs étaient mobilisés. C'est ce qui survint à partir de 1901 dans la circonscription de Barcelone, avec sept députés à élire, où à partir de cette année les partis du turno n'obtinrent plus aucun député — les régionalistes catalans et les républicains se répartirent les sièges — et à partir de 1910 à Madrid — huit députés —, où la coalition républicaine-socialiste remporta quatre des sept élections suivantes et les socialistes en solitaires remportèrent le dernier scrutin avant le coup d'État de Primo de Rivera en septembre 1923.
L’article 29 de la loi électorale de 1907, promu par le conservateur Antonio Maura, simplifia l’encasillado en établissant que dans les districts où se présenterait un seul candidat celui-ci serait élu sans nécessité de réaliser le vote. Romero Salvador souligne le paradoxe qui consistait à priver certains électeurs du vote alors que pour la première fois en Espagne la loi établissait le vote obligatoire et punissait, en théorie du moins, ceux qui ne le feraient pas. L’article 29 resta en vigueur durant les sept élections suivantes, au cours desquelles 734 sièges, un quart du total, furent pourvus par ce système — aux élections de 1916, convoquées et remportées par le libéral Romanones, et aux élections de 1923, convoquées et remportées par l’autre libéral Manuel García Prieto, un tiers des députés obtinrent leur siège sans passer par les urnes ; « dans les deux cas, il y eut autant d’électeurs privés du pouvoir d’exercer leur vote (un million sept cent mille) que de votants (deux millions) dans les districts et circonscriptions où il y eut effectivement une élections » —. Carmelo Romero Salvador explique ainsi l’extension de l’application de l’article 29 : « étant donné que passer par les urnes supposait toujours pour les partis et les candidats, y compris lorsque l’élection était assurée, des gênes, des dépenses et une plus grande dépendance des demandes personnelles et collectives des électeurs, parvenir à des accords pour éviter la concurrence entre eux devint un objectif hautement convoité ».
L'abstention aux élections de la Restauration était massive, bien supérieure à ce que reflétaient les procès-verbaux des tableaux qui étaient systématiquement falsifiés : les bureaux de vote où pratiquement personne n'avait voté apparaissaient ensuite dans les données officielles avec une participation supérieure à 80 % ; dans de nombreux districts ruraux, il n'était pas rare que l'on atteignit officiellement 100 % ; dans les zones urbaines, la participation n'a jamais dépassé 20 % même si selon les chiffres officiels elle s’élevait à plus de 75 %. Un diplomate étranger le constata :

« Dans les villages et petites villes [pueblos], les maires dirigeaient [l’élection], et dans les collèges électoraux, généralement déserts, régnait un silence et une solitude interrompus, seulement de temps en temps, par les pas hésitants d’un électeur qui, sous la contrainte, pour ne pas perdre un colonat ou une aparcería ou pour sous se soustraire à une contribution dont il était menacé, [allait] déposer dans l’urne un bulletin où [avait] écrit sa pensée politique, en lettre romaine espagnole, la main du secrétaire de la municipalité, en règle générale, un calligraphe assez habile. »

Ce système caractérisé par l’oligarchie et le caciquisme fut vivement critiqué par la presse, les intellectuels et les politiciens — y compris ceux qui exerçaient le pouvoir —, qui prônaient sa « régénération », mais ces derniers « ne voulurent pas, n'osèrent pas ou ne purent pas, rompre tout le système en mobilisant l'opinion publique » afin d’établir une véritable démocratie.

### États-Unis

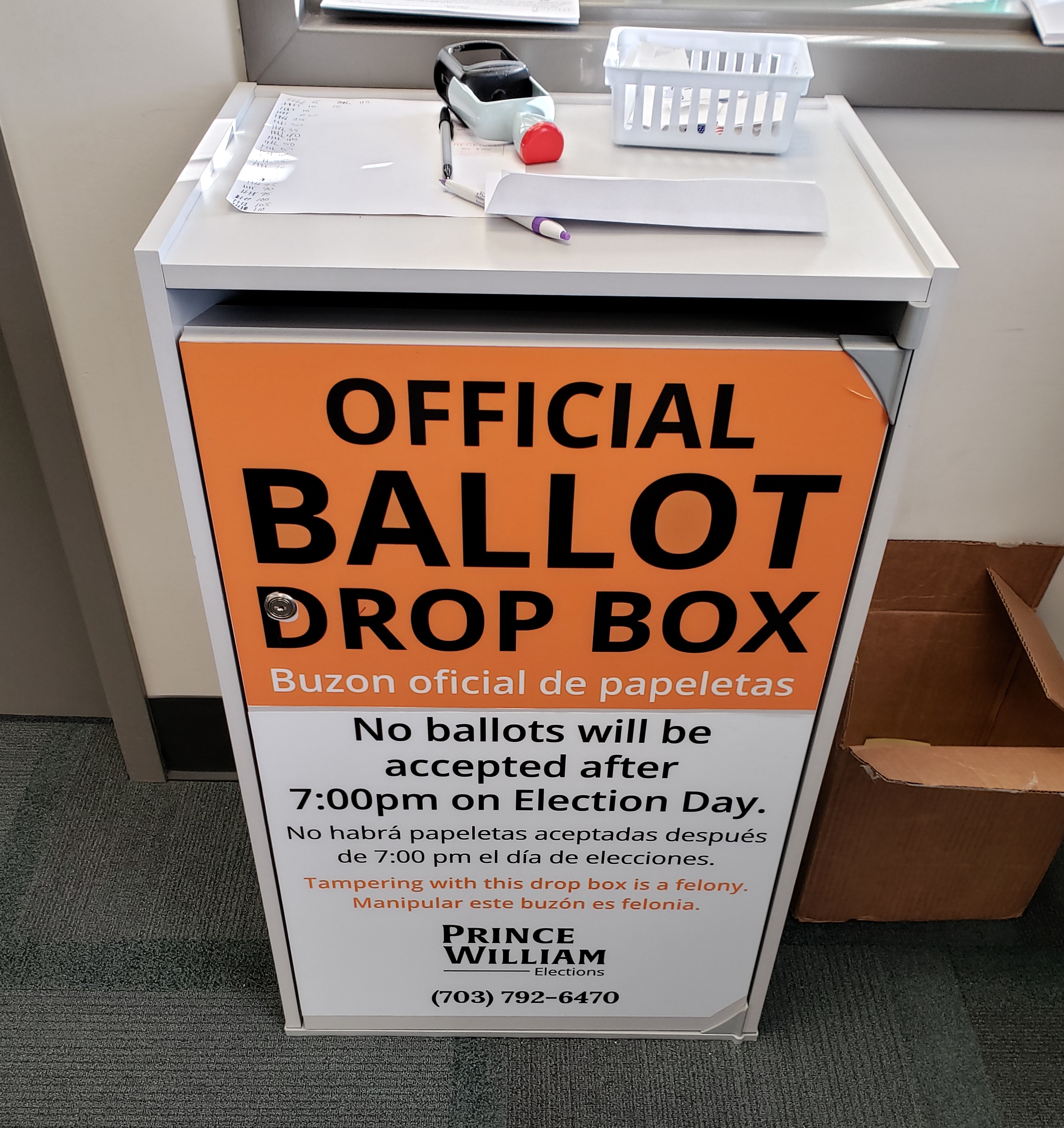
Urne de vote pour l'élection présidentielle américaine de 2020 qui donna lieu à une contestation des résultats.

L'élection présidentielle américaine de 2020 a donné lieu à de nombreuses accusations de fraude formulées par le président battu, ainsi que sa contestation, sans toutefois qu'il n'en apporte de preuves. La justice américaine a très rarement reconnu de telles fraudes lors du scrutin,.

### France
En France, le Conseil constitutionnel annule régulièrement plusieurs votes pour irrégularité.

#### Le plébiscite du rattachement de Nice et la Savoie à la France en 1860
Il y aurait eu des cas de fraudes graves lors des plébiscites du rattachement de Nice et de la Savoie : occupation militaire et civile de Nice et de la Savoie par l'autorité française avant le plébiscite ; organisation du plébiscite par l'autorité française, seule maîtresse des inscriptions sur les listes électorales et de toutes voies de recours ; trucage des listes électorales ; absences de bulletin « non » ; certaines communes en Savoie et en Comté de Nice se sont retrouvées avec plus d'électeurs que d'habitants ; résultats officiels faux… D'ailleurs, Napoléon III, empereur des Français à l'époque, était connu pour « tourner à son avantage » les élections et référendums. De plus, les résultats des deux plébiscites (avoisinant 100 % en faveur du rattachement à la France) jettent le doute sur la régularité des scrutins.

#### Second collège de l'Algérie française
Les élections concernant les indigènes d'Algérie sont truquées en faveur des candidats favorables au gouvernement, les « Béni-oui-oui ».

#### La «fraude à la chaussette» aux élections municipales de Perpignan en 2008
- Lors du dépouillement de ce second tour, le président du bureau de vote no 4 (sur 66) a été surpris en flagrant délit de fraude, avec des bulletins de vote « Alduy » cachés dans ses chaussettes.

Durant la semaine qui suit le scrutin, de deux cents à six cents manifestants se réunissent chaque jour devant la mairie de Perpignan ou la préfecture, pour demander la démission de Jean-Paul Alduy et réclamer une nouvelle élection.
- La liste d'union de la gauche et du centre, contestant aussi la régularité de listes d'émargement et de procurations, a formé devant le tribunal administratif de Montpellier un recours en annulation du scrutin.
- La procédure entraîne la mise en examen du président du bureau de vote no 4.
- Le 7 octobre 2008, le Tribunal administratif de Montpellier invalide les élections municipales de Perpignan pour fraude. Jean-Paul Alduy, principal mis en cause, faisant appel devant le Conseil d'État à la suite de cette décision.
- Par un arrêt en date du 23 avril 2009, la haute juridiction administrative rejette le recours, confirmant ainsi la décision rendue par les premiers juges. L'élection municipale de Perpignan est donc définitivement annulée[53].

#### Les élections municipales de Paris, le5earrondissement
Dans le cadre de l'affaire des faux électeurs du 5e arrondissement, le 27 mai 2009, la 16e chambre du tribunal correctionnel de Paris a rendu son jugement et condamné Jean Tiberi, à 10 mois de prison, 10 000 euros d’amende et 3 ans d'inéligibilité. Le parquet avait requis 12 mois de prison avec sursis, 10 000 euros et cinq ans d'inéligibilité, la peine maximale pour les « atteintes à la sincérité d’un scrutin par les manœuvres frauduleuses » étant d’un an de prison et 15 000 euros d’amende.
Le 12 mars 2013, la cour d'appel de Paris confirme le jugement précédent et condamne Jean Tiberi, à 10 mois de prison avec sursis, 10 000 euros d’amende et 3 ans d'inéligibilité.
Il dépose la même semaine un pourvoi en cassation. Cela suspend sa peine et donc l'autorise à se présenter aux élections municipales de 2014.
Le 3 mars 2015, la Cour de cassation rejette le pourvoi de Jean Tiberi et de son épouse, qui sont donc définitivement condamnés. Immédiatement, ils annoncent s'apprêter à formuler un recours devant la Cour européenne des droits de l'homme.

### Ukraine
En 2004 en Ukraine, les soupçons de fraude électorale ont entraîné d'importantes manifestations de rue, la révolution orange. Sous la pression, le second tour de l'élection présidentielle a été réorganisé le 26 décembre 2004.

### Côte d'Ivoire
En Côte d'Ivoire, la révision du code de la nationalité en 1995 a permis d'écarter un des principaux opposants.

### Italie
En Italie, le système électoral à préférences multiples ordonnées a été détourné[réf. nécessaire].

### Québec (Canada)

#### Élections à l'époque de l'Union nationale
Les auteurs Gérard Dion et Louis O'Neill font la description suivante des méthodes électorales frauduleuses qui avaient cours sous le régime de Maurice Duplessis : « On nous a rapporté plusieurs cas où non seulement les électeurs n'ont pas résisté à l'offre de vendre leur vote mais où ils ont offert eux-mêmes spontanément leur suffrage pour de l'argent ou de généreux cadeaux. C'est ainsi que l'on a payé : réparation de toitures, comptes d'hôpital, accouchements, que l'on a fait promesse de contrats généreux, etc. - Sans compter la parade des frigidaires et des appareils de télévision. Dans un comté d'ouvriers peu fortunés, on a fait preuve de sens pratique : ce sont des centaines de paires de chaussures qui sont allées récompenser les convictions politiques. Dans une petite rue de banlieue où vivent une quinzaine de familles, quatre au moins ont vendu leur droit de vote pour un généreux plat de lentilles. Comme on le voit, certains candidats ont le cœur large ! ».

#### Référendum de 1995
Lors du référendum sur la souveraineté du Québec de 1995, plusieurs cas de fraudes ont été allégués.

#### Élections municipales clés en main
Devant la Commission Charbonneau, l'ex-vice-président de la firme Roche Gilles Cloutier a expliqué avoir organisé une soixantaine d'élections municipales clés en main entre 1995 et 2005 au profit de sa firme d'ingénierie.

### Suisse
En 2009, après la votation sur le passeport biométrique, 500 recours ont été déposés en Suisse, le député Dominique Baettig a interpellé le conseil fédéral sur la même votation. Pour la même votation, un citoyen a recouru jusqu'au tribunal fédéral qui a rejeté son recours.
En mars 2013, la justice annule le scrutin pour l'élection à la mairie de Porrentruy (Jura), la juge administrative estimant que les principes du vote par correspondance ont été violés et que le secret du vote n'était pas garanti lors du 2e tour, le 11 novembre 2012.
En 2013, lors de la votation sur la Question jurassienne, pour garantir la liberté de vote des citoyens et le secret du vote, le gouvernement bernois a interdit le traitement des votes par correspondance avant le début du dépouillement du contenu des urnes le 24 novembre à 12h00. Les communes de plus de 1 000 électeurs pourront toutefois débuter avec le dépouillement à 8 h le jour du scrutin. La Confédération et les cantons de Berne et du Jura ont pris une série de mesures pour éviter des irrégularités lors de la votation du 24 novembre,.
En 2019, au niveau suisse, le conseil fédéral renonce temporairement au vote par internet.
En 2019, dans le canton de Genève le service des votations a été perquisitionné sur des soupçons de fraude.

## Méthodes statistiques
Des statistiques électorales (Election forensics en anglais) sont des méthodes utilisées pour déterminer si les résultats des élections sont statistiquement normaux ou statistiquement anormaux ce qui peut indiquer une fraude électorale. Cela utilise des outils statistiques pour déterminer si les résultats électoraux observés diffèrent des occurrences normales. Ces outils peuvent être relativement simples, tels que l'utilisation de la fréquence des entiers et l'utilisation du chiffre 2 de la loi dite Benford's law ou peut être plus complexe et impliquer des techniques de machine learning.